# 조학국
조학국(趙學國, 1949년 5월 17일 ~ , 서울)은 대한민국의 경제관료이다. 공정거래위원회 부위원장을 역임했고, 현재는 법무법인 광장의 고문으로 있다.

## 학력
- 서울고등학교 졸업
- 서울대학교 경제학과 경제학 학사
- 하와이대학교 대학원 경제학 박사

## 약력
- 제13회 행정고시 합격
- 국회예결위원회 서기관
- 경제기획원 자금계획과장
- 재정경제원 대외경제국 심의관
- 공정거래위원회 독점국장
- 공정거래위원회 정책국장
- 대통령비서실 경제수석실 재정경제비서관
- 국민경제자문회의 사무차장
- 공정거래위원회 상임위원
- 공정거래위원회 사무처장
- 공정거래위원회 부위원장
- 법무법인 광장 고문
- 한국개발연구원 연구자문위원
- 헤럴드경제 객원논설위원
- 유네스코 한국위원회 감사
- 한국소비자원 정책자문위원회 위원
- 2020년 3월 ~ : TY홀딩스 사외이사
- TY홀딩스 감사위원회 위원장

## 참고 자료
- 조학국 네이트 인물검색

| 전임 윤영대 | 제7대 공정거래위원회 부위원장 2003년 3월 17일 ~ 2005년 7월 27일 | 후임 강대형 |